# Villechauve
Villechauve település Franciaországban, Loir-et-Cher megyében. Lakosainak száma 255 fő (2022. január 1.). Villechauve Neuville-sur-Brenne, Saunay, Authon, Saint-Amand-Longpré, Saint-Gourgon és Villeporcher községekkel határos.

## Népesség
A település népessége az elmúlt években az alábbi módon változott:
| Lakosok száma | 293  | 247  | 251  | 288  | 291  | 289  | 276  | 260  | 258  | 255  |
|               | 1968 | 1982 | 1990 | 2006 | 2013 | 2015 | 2017 | 2019 | 2020 | 2022 |